# Битва при Леньяно
Битва при Леньяно (ит. Battaglia di Legnano) — сражение 29 мая 1176 года, в ходе которого ополчения Ломбардской лиги разгромили войска императора Священной Римской империи Фридриха Барбароссы.

## Предыстория
В сентябре 1174 года Фридрих Барбаросса, германский король и одновременно император Священной Римской империи, начал свою пятую кампанию в Италии. Он пересёк Альпы и собирался разгромить Ломбардскую лигу, установив тем самым контроль Империи над Италией. Перед выдвижением на Асти он взял штурмом и разграбил городок Суза. После короткой 6-7-дневной осады Асти капитулировал. Позднее, в октябре, Фридрих подступил к Алессандрии. Этот город был основан беженцами из Милана, сбежавшими оттуда во время кампании Фридриха в 1164 году, и имел особое значение для обеих сторон. Из-за невозможности штурмовать Алессандрию Фридрих начал её осаду.
После проведённой зимы под стенами города солдаты Фридриха прорыли туннель под стенами и атаковали на Пасху. В ожесточённом бою их атака была отражена. Предупреждённый о наступающей ломбардской армии, Фридрих был вынужден снять осаду и отступить к Павии для того, чтобы собрать воедино свои войска. 16 апреля 1175 года Фридрих встретился с послами Ломбардской лиги в замке Монтебелло для мирных переговоров. Но переговоры оказались безрезультатными, и обе стороны разошлись для продолжения войны. В конце месяца Фридриху сообщили о том, что прибыло пополнение из Германии.
Выступив из Павии на встречу с пополнением, Фридрих в компании с Филиппом І Хейнцбергским и архиепископом Магдебурга Вихманном двигался на север. Встретившись с пополнением возле озера Комо, он увидел пришедших из Германии 1000 кавалеристов и 1000 пехотинцев, а также сопровождающих их 1000 солдат местного ополчения. Далее Фридрих повёл пополнение на юг для соединения с главной своей армией. Предупреждённые о его действиях, лидеры Ломбардской лиги отправили 3500 солдат для блокирования его пути к Павии. Отряд этот состоял из 1450 кавалеристов и 2050 пеших солдат, в нём также была священная военная повозка, называемая карроччо.
Среди ломбардской пехоты было элитное подразделение, называемое «Рота смерти» и охранявшее карроччо, которое возглавлял Альберто да Джуссано. Заняв позицию возле Леньяно, ломбардцы ждали появления Фридриха. Утром 29 мая ломбардцы выслали 700 кавалеристов на разведку на север своих позиций. Кавалерия обнаружила авангард Фридриха и между ними произошла короткая стычка. Когда подошли основные силы Империи, ломбардцы отступили. Оставив в стороне этот отряд, Фридрих двинулся на основные позиции ломбардцев возле Леньяно.

## Ход сражения

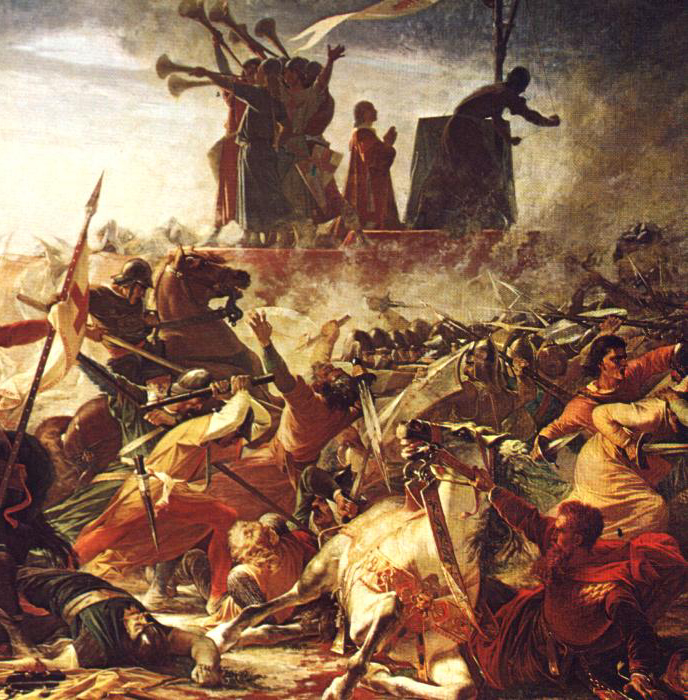
Битва при Леньяно

Фридрих начал полномасштабную атаку на позиции ломбардцев. Его кавалерия раскидала итальянскую по полю боя и начала атаку на пехоту, выстроившуюся вокруг карроччо. Завязалась жестокая драка, в которой «Рота Смерти» отбивала германские атаки на повозку. Несмотря на отчаянное сопротивление противника, пехота и кавалерия Фридриха медленно продвигалась вперёд. За это время итальянская кавалерия имела возможность собраться и перестроиться для атаки. Подкреплённая свежеприбывшей кавалерией из Брешии, она вернулась на поле боя и атаковала армию Фридриха с правого фланга.
Атака вышла удачной — смяв ряды германцев, кавалеристы пробились к охране Фридриха и сбили с коня его знаменосца. В завязавшейся драке Фридрих также был сбит с коня, и все решили, что он убит. Сжатая врагами с двух сторон и думающая, что их лидер погиб, германская армия отступила к Павии.

## Результаты

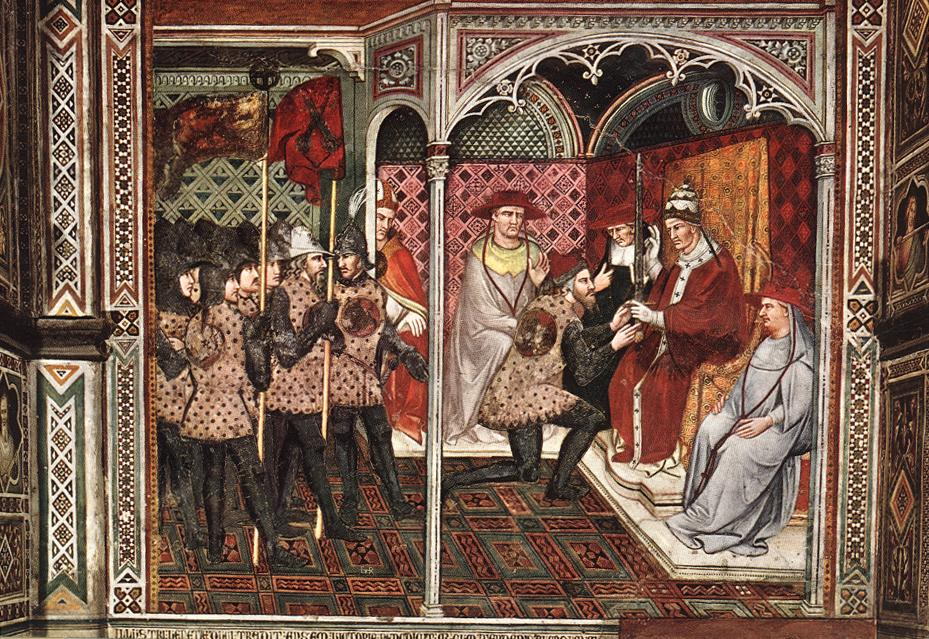
Фридрих Барбаросса признает власть Александра III (фреска в Палаццо Публико в Сиене, автор Спинелло Аретино)

Количество погибших в битве при Леньяно точно неизвестно, но предполагаются большие потери с обеих сторон. Думая, что Фридрих убит, его армия и семья начали оплакивать его в Павии. Это было преждевременно, потому что через несколько дней он вернулся в Павию, израненный, но живой. Не имея возможности победить Ломбардскую лигу, Фридрих начал мирные переговоры. Мир был достигнут, когда Фридрих и Александр III, Папа Римский, достигли 24 июля 1178 года мирного соглашения в ходе Венецианского конгресса, при этом Фридрих покорился папе как главе вселенской Церкви. Между Фридрихом и Сицилийским королевством было заключено перемирие на 15 лет, а между Фридрихом и Ломбардской лигой — на 6 лет.

## В искусстве
- В честь этой победы Джузеппе Верди написал одноимённую оперу на либретто Сальваторе Каммарано (существует также в оркестровке Леонида Фейгина).
- Итальянский художник XIX века Амос Кассоли написал картину «Битва при Леньяно»
- Битва упоминается в современном гимне Италии.
- В настоящее время ежегодно проводится инсценировка битвы, а в миланской церкви Сан-Симпличано 29 мая каждый год проводится праздник в память трёх мучеников, которые, согласно легенде, возвестили победу.
- Битва показана в фильме «Барбаросса» 2009 года c Рутгером Хауэром в главной роли.